# Xwla oriental
El gble, xwla oriental (o houla, o phla, o popo, o xwla, etc.) és la llengua gbe que parlen els xwlas orientals que tenen el seu territori principalment a la costa del sud-est de Benín, al municipi de Seme-Kpodji, al departament d'Ouémé, a la zona situada a l'est de Cotonou. El codi ISO 639-3 de la llengua és gbx i el seu codi al glottolog és east2390.
Segons l'ethnologue el 2002 hi havia 80.000 xwlas orientals i segons el joshuaproject n'hi ha 127.000.

## Família lingüística
El gbe, xwla oriental és una llengua kwa, família lingüística que forma part de les llengües Benué-Congo. Concretament, segons l'ethnologue, forma part del grup lingüístic de les llengües gbes. Segons l'ethnologue, hi ha 21 llengües gbe: l'Aguna, l'ewe, el gbe, ci, el gbe, xwla oriental, el gbe, gbesi, el gbe, kotafon, el gbe, saxwe, el gbe, waci, el gbe, xwela occidental, el gbe, xwela, el kpessi, sis llengües aja (aja, gbe, ayizo, gbe, defi, gbe, tofin, gbe, weme i gun), dues llengües fons (fon i gbe, maxi) i la llengua gen, considerada l'única llengua mina. Segons el glottolog, és una de les llengües gbes orientals juntament amb el gbe, ayizo; el gbe, defi; el gbe, ci; el fon; el gbe, gbesi; el gun; el gbe, kotafon; el gbe, maxi; el gbe, saxwe; el gbe, tofin; el gbe, weme; el gbe, xwla occidental; el wudu i el gbe, xwela.

## Dialectologia i semblances lèxiques amb altres llengües
Ni en l'ethnologue ni en el glottolog hi apareixen dialectes d'aquesta llengua. Segons la primera base de dades, les llengües més semblants a nivell lèxic són el gun (90%), el fon (82%), el gen (68%) i l'aja (68%).

## Sociolingüística, estatus i ús de la llengua
El xwla oriental és una llengua vigorosa (EGIDS 6a): S'utilitza per totes les generacions com a llengua de comunicació social en tots els dominis i la seva situació és sostenible, però no està estandarditzada. Els xwlas orientals també parlen fon, francès i gun.